# Andreas Wabl
Andreas Wabl (* 28. Februar 1951 in Graz) ist ein österreichischer Politiker (Grüne). Von 1986 bis 1999 war er Abgeordneter im österreichischen Nationalrat, von 1988 bis 1990 Obmann des Parlamentsklubs der Grünen und von August 2007 bis November 2008 der persönliche Klimaschutzbeauftragte von Bundeskanzler Alfred Gusenbauer.

## Leben
Andreas Wabl hat vier Brüder, darunter der Politiker Martin Wabl und der Mikrobiologe Matthias Wabl.
Andreas Wabl besuchte nach der Volksschule eine Allgemeinbildende höhere Schule, die er mit der Matura abschloss. Danach absolvierte er die Pädagogische Akademie in Klagenfurt. Wabl war nach seiner Ausbildung als Arbeiter, Aushilfskraft bei der Post- und Telegraphendirektion, landwirtschaftlicher Arbeiter, Volksschullehrer und Nebenerwerbslandwirt tätig.

## Politische Tätigkeit
Seine politische Tätigkeit begann Wabl als Gemeinderat von Großklein (von 1985 bis 1987). Zudem war er ab 1985 Geschäftsführer der Alternativen Liste Österreichs (ALÖ), einer der beiden Vorgängerparteien der späteren Grünen. Infolge der Nationalratswahl 1986 war Wabl einer der acht ersten Abgeordneten der Grünen, die in den österreichischen Nationalrat einzogen, dem er bis 1999 angehörte. Von 1988 bis 1990 war er auch Obmann des Grünen Parlamentsklubs und von 1996 bis 1999 Vorsitzender des parlamentarischen Rechnungshofausschusses.
Bekanntheit erlangte Wabl unter anderem durch provokative und umstrittene Aktionen. So etwa, als er am 14. Mai 1987 bei einer Rede vor dem Nationalrat eine Hakenkreuzfahne aus seiner Tasche zog, um auf Aussagen des damaligen Bundespräsidenten Kurt Waldheim hinzuweisen, der seine Vergangenheit in der Wehrmacht damit erklärt hatte, während des Zweiten Weltkrieges „bloß seine Pflicht“ getan zu haben (vgl. Waldheim-Affäre). Im August 1988 warf er der Kronen Zeitung „Nazi-Journalismus“ vor und wurde von deren Seite auf Unterlassung geklagt. Am Ende eines langwierigen Rechtsstreits urteilte der Europäische Gerichtshof für Menschenrechte im März 2000 schließlich im Sinne der Zeitung. Am 9. Juni 1996 zeigte Wabl im Zuge einer Parlamentsdebatte dem damaligen FPÖ-Obmann Jörg Haider den ausgestreckten Mittelfinger, nachdem dieser ihn als „Wappler“ (ugs. für „Idiot“) bezeichnet hatte.
2007 ernannte Bundeskanzler Gusenbauer Wabl zu seinem „persönlichen Beauftragten“ in Sachen Klimaschutz. Die Aufgabe Wabls war es, den Kanzler im Klima- und Energiefonds zu vertreten, sowie den künftig jährlich geplanten Klimaschutzgipfel zu koordinieren. In dieser Funktion sollte er Nichtregierungsorganisationen und Interessenverbänden, Wissenschaftern und interessierten Bürgern als Ansprechpartner zur Verfügung stehen. Sein Vertrag wurde mit Ende November 2008 durch den neu ins Amt gekommenen Bundeskanzler Werner Faymann gekündigt. Nachdem Wabl gegen diese Kündigung rechtliche Schritte angekündigt hatte, erfolgte im März 2009 eine einvernehmliche Vertragsauflösung verbunden mit einer Nachzahlung von drei Monatsgehältern in der Gesamthöhe von 6.300 Euro.
Im Jahr 2023 veröffentlichte Andreas Wabl eine als „Spurensuche“ bezeichnete, persönliche Geschichte der österreichischen Grünen, Co-Autor war sein Neffe Stephan Wabl.

## Publikationen
- 2023: Was wurde aus den Grünen? Eine Spurensuche von Andreas Wabl. Aufgeschrieben von Stephan Wabl, Kremayr & Scheriau, Wien 2023, ISBN 978-3-218-01402-1